# Tommy Gorman
Thomas Patrick »T. P.« Gorman, kanadski hokejski trener in funkcionar, športni promotor in igralec lacrossa, * 9. junij 1886, Ottawa, Ontario, Kanada, † 15. maj 1961.
Gorman se je v zgodovino zapisal kot eden od ustanoviteljev lige NHL. Kot generalni menedžer je do sedmih Stanleyjevih pokalov povedel štiri različna moštva. Sam se s hokejem ni ukvarjal, pač pa je leta 1908 na Poletnih olimpijskih igrah s kanadsko lacrosse reprezentanco osvojil zlato kolajno.

## Zgodnja leta
Gorman se je rodil v Ottawi, Ontario. Bil je eden od šestih otrok Michaela Gormana in Margaret Gorman (rojene Powell).  V otroštvu je kot sluga delal v parlamentu, kjer je postal ljubljenec takratnega kanadskega premiera Wilfrida Lauriera. Kot študent se je ukvarjal s pisanjem in novinarstvom, a je bila njegova prava strast šport. Leta 1908 je na Poletnih olimpijskih igrah v Londonu zastopal barve kanadske reprezentance v lacrossu in z njo prišel do zlate olimpijske kolajne. Z igranjem lacrossa se je nato profesionalno ukvarjal še nekaj nadaljnjih sezon. Svoj vstop v drugo plat športa je pričel, ko se je kot športni pisec zaposlil pri časniku Ottawa Citizen. Pri časniku je ostal do leta 1921 in v tem času napredoval do položaja športnega urednika. 

## Športna kariera
Čeprav ni hokeja na ledu nikoli igral, je hitro pokazal nadarjenost za odkrivanje obetavnih mladih igralcev. Pred sezono 1916/17 se je Ted Dey, lastnik kluba Ottawa Hockey Club, ubadal s težavami pri iskanju novih igralcev, zato je za to nalogo najel Gormana. Slednji je svoje delo tako dobro opravil, da so ga v klubu kmalu povišali v tajnika-blagajnika.
Novembra 1917 so Gorman, George Kennedy, Sam Lichtenhein in Mike Quinn skupaj združili moči in ukinili ligo NHA, s čimer so se želeli odkrižati lastnika moštva Toronto Blueshirts, Eddieja Livingstona. Po razpadu lige NHA so ustanovili novo ligo, ki obstaja še danes - ligo NHL. Gorman je po ustanovitvi nove lige hitro napredoval v menedžerja in solastnika Ottawe. Moštvo je povedel do treh Stanleyjevih pokalov, v letih 1920, 1921 in 1923. Svoj delež v klubu je leta 1925 prodal Kanadčanu Franku Ahearnu in se preselil v New York. Tam je namreč sprejel mesto menedžerja-trenerja v klubu New York Americans, ki je postalo prvo profesionalno hokejsko moštvo v klubu.
Leta 1929 je odstopil z vseh funkcij pri Americansih, saj si je želel vstopiti v svet konjskih dirk. Med letoma 1929 in 1932 je v Mehiki upravljal hipodrom Agua Caliente Racetrack.  Leta 1932 je poskrbel, da je njegovo dirkališče v Mehiki obiskal legendarni konj Phar Lap, ki je tudi zmagal dirko Agua Caliente Handicap ter osvojil nagrado 100.000 dolarjev. Phar Lap je kmalu zatem sicer v sumljivih okoliščinah poginil v San Franciscu. Ko je predsednik Agua Calienteja leta 1932 prodal dirkališče, je to za Gormana pomenilo kratko športno pavzo.
Proti koncu sezone 1932/33 je prevzel mesto trenerja moštva Chicago Black Hawks. Na začetku naslednje sezone so ga v klubu imenovali še za menedžerja. Hitro mu je uspelo sestaviti obrambno usmerjeno ekipo, ki je slonela na Lionelu Conacherju in vratarju Charlieju Gardinerju. Black Hawksi so v sezoni 1932/33 zasedli zadnje mesto v Ameriški diviziji, a se je z Gormanovim prihodom krivulja začela obračati navzgor. Že v sezoni 1933/34 so tako osvojili Stanleyjev pokal, čeprav so v celotni sezoni dosegli najmanj zadetkov med vsemi NHL moštvi.
Deset dni po osvojitvi pokala je Gorman po sporu z lastnikom kluba odstopil. Njegova naslednja postaja je postal Montreal, kjer so ga v klubu Montreal Maroons zaposlili v dvojni vlogi menedžerja in trenerja. V svoji prvi sezoni v Montrealu si je priboril še svoj peti Stanleyjev pokal. S tem je postal prvi (in do danes edini) trener, ki je pokal z različnima moštvoma dvignil dve zaporedni sezoni. Maroonse je vodil vse do razpada kluba leta 1938.
Leta 1940 je zasedel mesto menedžerja ekipe Montreal Canadiens in jo povedel do slavja finalih Stanleyjevega pokala v letih 1944 in 1946. S tem je postal edini človek, ki je Stanleyjev pokal dvignil s štirimi različnimi moštvi. Tega dosežka do danes ni uspelo ponoviti nobenemu drugemu menedžerju v zgodovini lige NHL ter vseh ostalih lig severnoameriške velike četverice (MLB, NBA in NFL).
Gorman se je ukvarjal tudi s promocijo in organizacijo različnih dogodkov. Eden njegovih najmanj uspešnih projektov se je pripetil v času njegovega mandata pri Montreal Maroonsih, ko je najel dvorano Montreal Forum. V njej je nameraval prirediti nekakšen verski dogodek in pripeljal evangelistko Aimee Semple McPherson, ki je za obiskovalce pripravila svoj govor oziroma nastop. Dogodek se je kmalu izkazal za polom, saj se je v dvorani zbralo le malo ljudi. Gorman se je tega kasneje šaljivo spominjal z besedami: »Očitno se nihče ni želel odrešiti.«  V svoji promotorski karieri je sicer kljub nekaterim neuspehom priredil nekaj zelo uspešnih dogodkov. Med enega takih sodi koncert Duka Ellingtona in Franka Sinatre v Montreal Forumu, ki ga je organiziral v času svojega sodelovanja z Montreal Canadiensi.
Z mesta menedžerja Canadiensov se je umaknil leta 1946. Kmalu zatem je odkupil člansko amatersko QSHL moštvo Ottawa Senators in ga leta 1949 popeljal do Allanovega pokala, najprestižnejše lovorike v kanadskem članskem amaterskem hokeju na ledu. Vzporedno s svojim vodenjem Senatorsev je zagnal tudi manjški projekt z umetnostno drsalko Barbaro Ann Scott. Potem ko je ona na Zimskih olimpijskih igrah 1948 osvojila zlato kolajno, se je z njo namreč odpravil na celinsko turnejo. Sočasno se je vpletel še v svet poklicne rokoborbe, ki jo je obudil v Montrealu ter jo širil v Ottawi. Svoj pečat je pustil tudi v bejzbolu, ko je leta 1951 v mesto pripeljal moštvo Ottawa Giants. Giantsi so sprva delovali v mestu Jersey City, New Jersey. Klub je sodeloval v ligi International League in po prihodu v Ottawo leta 1951 zaradi slabega obiska razpadel že po eni sezoni, leta 1952.
Leta 1937 je Gorman v bližini Ottawe prevzel vodenje konjskega dirkališča Connaught Park Racetrack, katerega solastnik je bil sicer že od leta 1925. Dirkališče je vodil vse do svoje smrti za rakom leta 1961. V času smrti je bil star 74 let, poslovil se je kot zadnji od ustanoviteljev lige NHL.
V prepoznanje njegovega doprinosa športu so ga leta 1963 sprejeli v Hokejski hram slavnih lige NHL, leta 1966 v Športni hram slavnih Ottawe in leta 1977 v Kanadski hram slavnih konjskih dirk.

## Zasebno življenje
Gorman se je leta 1910 poročil z Marry Westwick, sestro hokejista Rata Westwicka. Rodili so se jima trije otroci: Betty, Frank in Joseph (Joe).  V času Tommyjevega mandata pri Montreal Canadiensih je Joe deloval kot njegov pomočnik. Po vrnitvi v Ottawo je združil moči s sinoma Frankom in Joejem, skupaj so upravljali dvorano Ottawa Auditorium in dirkališče Connaught Park. Po njegovi smrti leta 1961 sta Frank in Joe nadaljevala njegovo delo in vodila Auditorium naprej, vse do porušitve leta 1967. Connaught Park sta vodila vse do leta 1984, ko je Frank umrl. Zatem je dirkališče leta 1986 odkupil Joe in ga sam upravljal dalje. Betty Gorman se je poročila z Allanom Hernom, sinom hokejista Rileyja Herna.  Betty in Allanu so se rodili štirje otroci.